# Caesar & Imperial Cup
Il Caesar & Imperial Cup è un torneo professionistico di tennis giocato su campi in cemento. Fa parte dell'ITF Women's Circuit. Si gioca annualmente a Taipei in Taipei.

## Albo d'oro

### Singolare
| Anno     | Campione           | Finalista     | Punteggio        |
| -------- | ------------------ | ------------- | ---------------- |
| 2012     | Nungnadda Wannasuk | Chan Chin-wei | 6–4, 7–6(7–3)    |
| 2012 (2) | Zheng Saisai       | Zarina Dijas  | 6–4, 6–1         |
| 2013     | Lee Ya-hsuan       | Kanae Hisami  | 6(6)–7, 6–2, 6–4 |
| 2013 (2) | Paula Kania        | Zarina Dijas  | 6–1, 6–3         |

### Doppio
| Anno     | Campioni                      | Finalisti                  | Punteggio         |
| -------- | ----------------------------- | -------------------------- | ----------------- |
| 2012     | Kao Shao-yuan Lee Hua-chen    | Hsu Ching-wen Lee Ya-hsuan | 6–3, 6–3          |
| 2012 (2) | Chan Chin-wei Caroline Garcia | Kao Shao-yuan Lee Hua-chen | 4–6, 6–4, [10–6]  |
| 2013     | Kao Shao-yuan Lee Hua-chen    | Chan Chin-wei Hsu Wen-hsin | 4–6, 6–3, [10–7]  |
| 2013 (2) | Lesley Kerkhove Arantxa Rus   | Chen Yi Luksika Kumkhum    | 6–4, 2–6, [14–12] |